# Luigi Caccia Dominioni
Luigi Caccia Dominioni (Milano, 7 dicembre 1913 – Milano, 13 novembre 2016) è stato un architetto, designer e urbanista italiano.

## Biografia

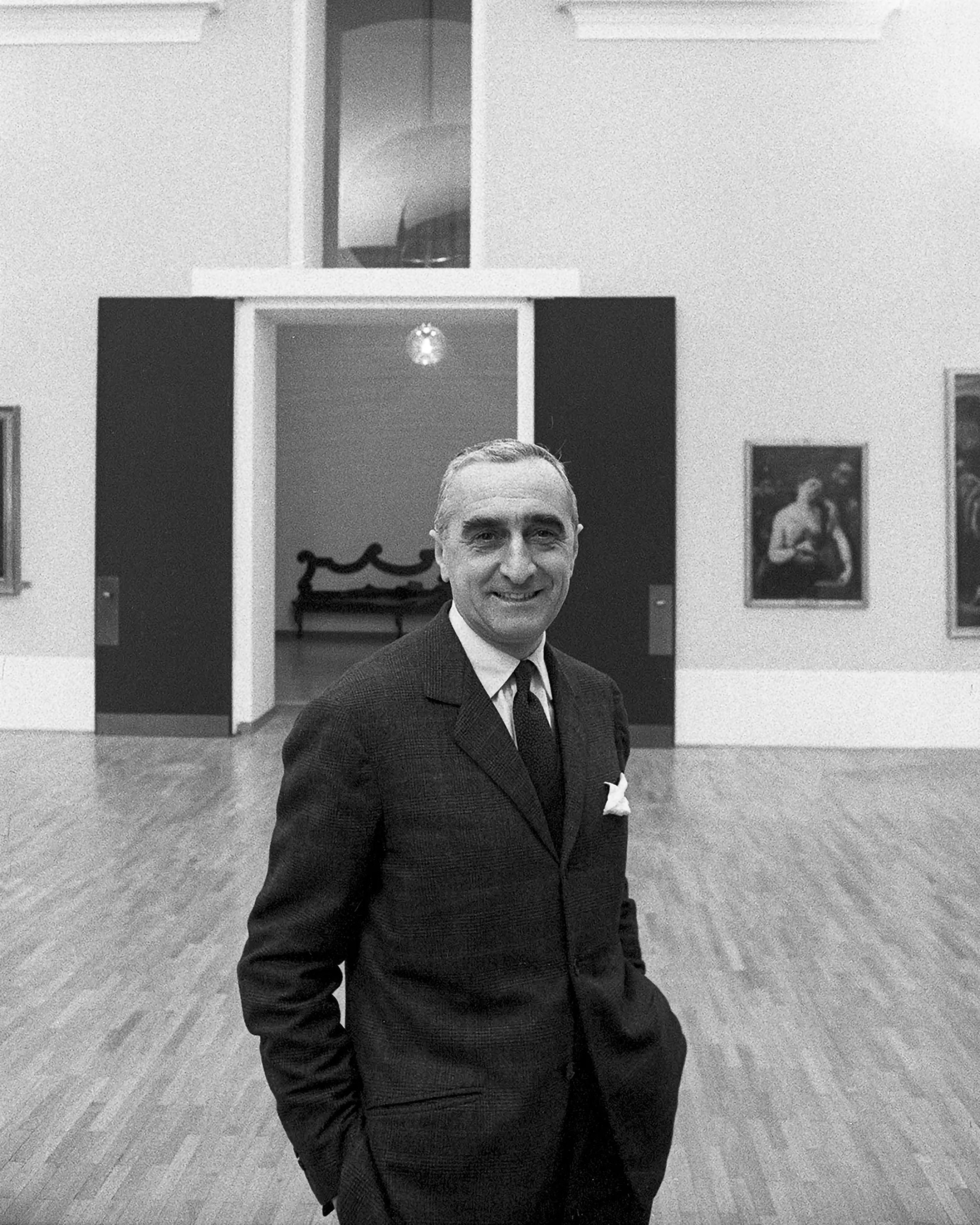
Luigi Caccia Dominioni

Luigi Caccia Dominioni nasce a Milano il 7 dicembre 1913, nella casa di famiglia in piazza Sant'Ambrogio, casa che egli ricostruisce dopo la distruzione nel bombardamento dell'agosto 1943. Figlio di Ambrogio e cugino di Paolo Caccia Dominioni, appartiene alla storica famiglia nobile milanese originaria di Novara dei Caccia Dominioni.
Compie l'intero ciclo di studi, fino al Liceo classico, presso l'Istituto Leone XIII di Milano, retto dai Gesuiti. Nel 1931 si iscrive alla facoltà di Architettura al Regio Istituto Tecnico Superiore (futuro Politecnico di Milano). Durante gli studi universitari conosce Livio e Pier Giacomo Castiglioni, Cesare Cattaneo, Giannino Bernasconi nonché i futuri BBPR ed ha come insegnanti Luigi Moretti e Piero Portaluppi. Si laurea nel 1936 e consegue l'abilitazione professionale a Venezia. Nel 1937, con i fratelli Livio e Pier Giacomo Castiglioni, apre uno studio professionale: insieme a loro partecipa a vari concorsi, ottenendo brillanti risultati. La prima realizzazione nel campo del disegno industriale, insieme a loro, risale al 1938 e riguarda alcuni modelli di apparecchi radio per la Phonola, in seguito perfezionati e presentati nel 1940 alla VII Triennale di Milano; alla Triennale i tre architetti si fanno notare anche per l'allestimento di mostre e la produzione di altri oggetti di design, come le posate Miracoli.
Dominioni presta il servizio militare dal 1939 al 1943. Dal 1945 riprende la sua attività di architetto, dapprima con il collega Castiglioni, poi, dal 1946, con proprio studio professionale, in società con i marchesi Porro e i Brizzi. La sua attività professionale spazia dal design all'architettura e si svolge principalmente a Milano. Nel 1941 sposò Natalia Tosi da cui avrà tre figli: Lavinia, Daria e Antonio.

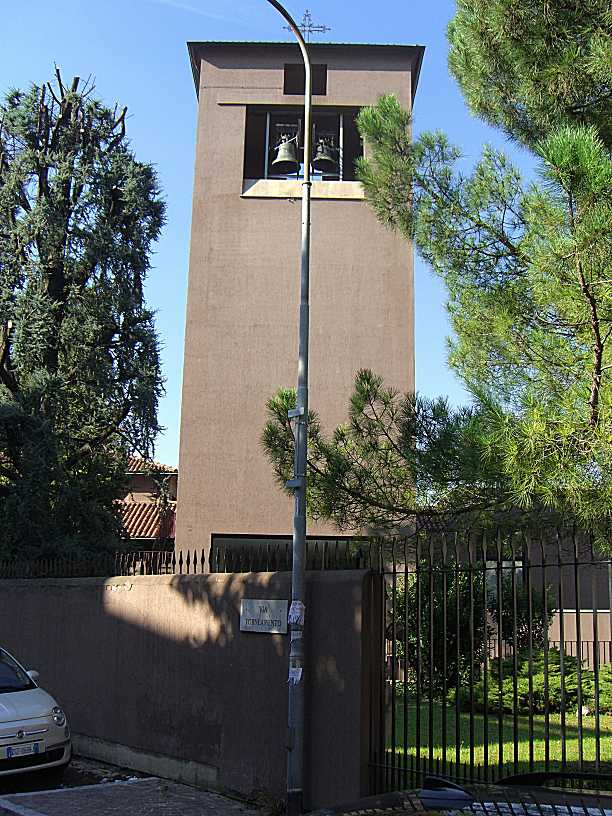
Il campanile della Chiesa di San Biagio a Monza

Nel 1947 con Ignazio Gardella e Corrado Corradi fonda Azucena, per cui crea centinaia di oggetti di design. Riceve più volte il premio Compasso d'oro, tra questi per la sedia "C.d.o." e nel 1984 per la porta Super. La sua ampia produzione architettonica, caratterizzata dalla capacità di dialogare con le preesistenze senza rinunciare all'impiego di nuove forme e tecnologie, inizia con la costruzione della casa di famiglia in piazza Sant'Ambrogio a Milano (1947-49), cui seguono l'istituto B.V.A. in via Calatafimi (1948-54), la Loro-Parisini in via Savona (1951-57), i complessi per uffici e abitazioni di corso Europa e corso Italia (1953-66 e 1953-59), il palazzo di Santa Maria alla Porta (1961), il palazzo delle Cartiere Binda (1966), il collegamento tra la chiesa di San Fedele e la Manhattan Bank in piazza Meda (1969), gli edifici residenziali in via Ippolito Nievo e piazza Carbonari (1955-56 e 1960-61), il complesso a San Felice con Magistretti (1967-75), la Biblioteca Vanoni a Morbegno (1965-66), il Palazzo Oxford in Corso Milano a Monza (1963) e la Chiesa di San Biagio a Monza (1968) e le due torri nel Principato di Monaco (1976-80).
Dal 1965 numerose furono le collaborazioni con Francesco Somaini, come a Milano per il rifacimento dell'ex Verziere, ora largo Marinai d'Italia - parco Formentano, dove Caccia invitò lo scultore a studiare insieme a lui il monumento adatto.
Gli anni ottanta proseguono con il complesso di Monticello (iniziato negli anni settanta), quello di Morbegno con la chiesa di San Giuseppe, la sistemazione dei percorsi pedonali sopraelevati della Fiera di Milano.

## Archivio
L'archivio di Caccia Dominioni, conservato privatamente, contiene documentazione relativa all'attività svolta dall'architetto dal 1936 nei settori della progettazione edilizia e architettonica, arredamento, design, urbanistica. La documentazione consta di circa 15.000 disegni su carta da lucido conservati e cinque plastici, materiale inerente a ciascun progetto - elaborati grafici (in eliocopia), documenti di ausilio al progetto (capitolati, preventivi ecc.) - e corrispondenza.
Altri documenti di progetto sono conservati presso l'Archivio Storico Civico del Comune di Milano e la Soprintendenza per i Beni Architettonici e per il Paesaggio della Lombardia Occidentale (Milano).

## Nei musei

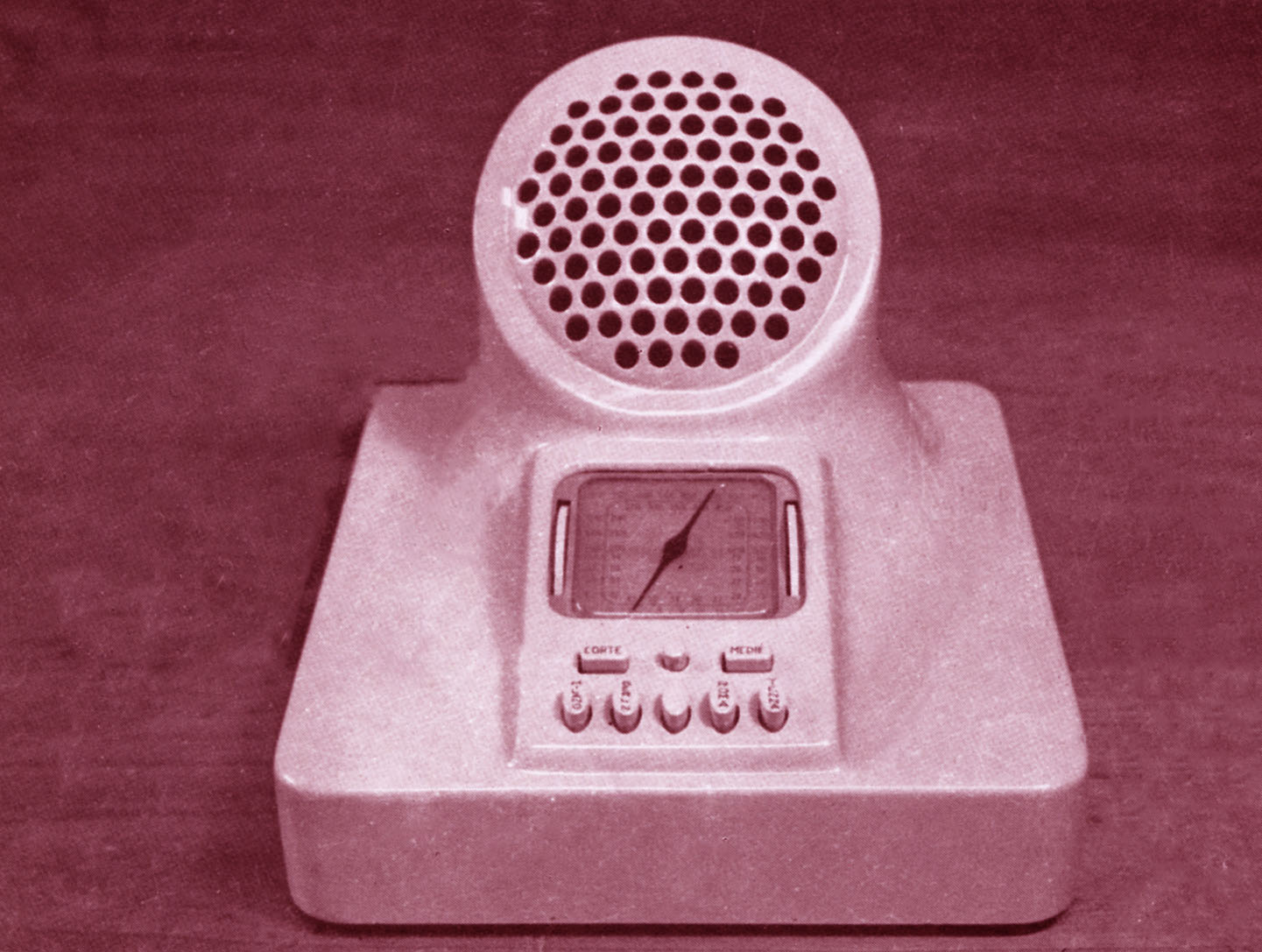
Phonola 547, radio a valvole in bachelite prodotta in varie colorazioni, progettata dai fratelli Castiglioni in collaborazione con Caccia Dominioni, 1939

Alcuni oggetti realizzati da Caccia Dominioni sono presenti nelle collezioni permanenti di vari musei nel mondo, tra cui:
- Museum of Modern Art, New York
- Museum für angewandte Kunst (MAK), Vienna
- Museo Nacional Centro de Arte Reina Sofía, Madrid.

## Opere

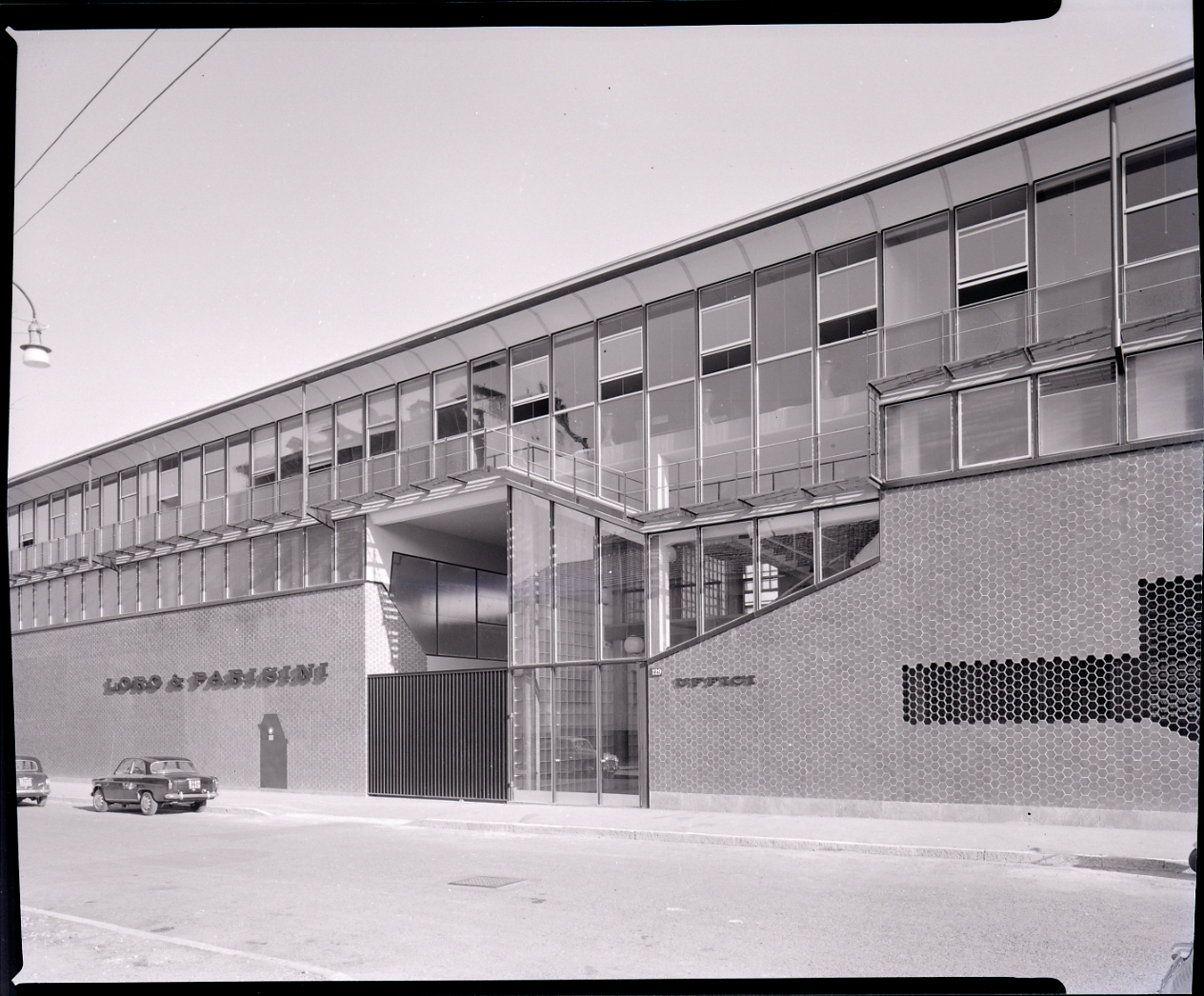
Edificio per la ditta Loro e Parisini, via Savona, Milano

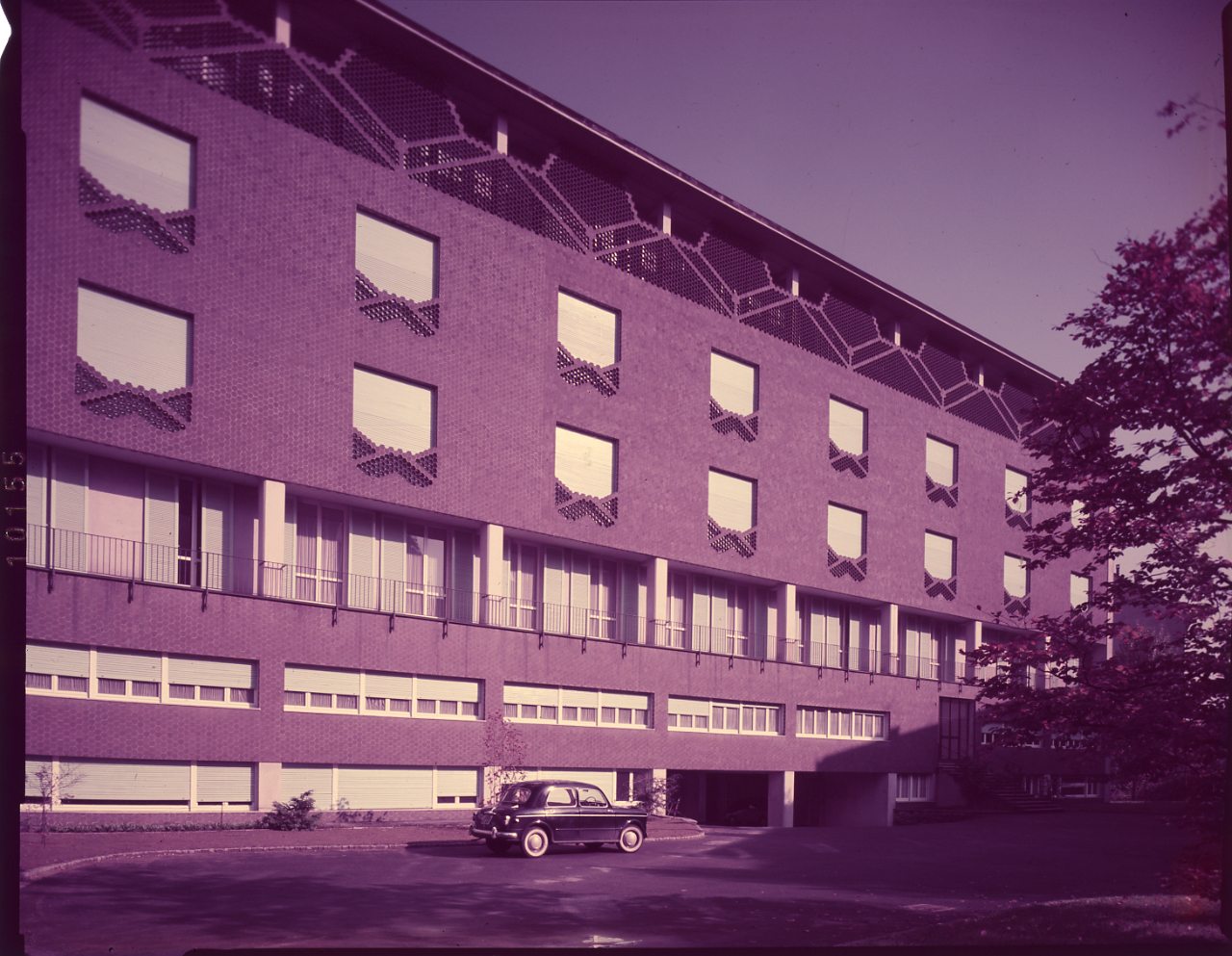
Convento e istituto femminile Beata Vergine Addolorata, in via Calatafimi 10 a Milano, costruito dal 1946 al 1954.

### Architetture
- 1938/42 Sistemazione di Casa Manusardi, Milano
- 1947/49 Casa Caccia Dominioni (ricostruzione della casa di famiglia), Piazza Sant'Ambrogio 16, Milano
- 1948/54 Istituto della Beata Vergine Addolorata, via Calatafimi 10, Milano
- 1952/57 Edificio per uffici Loro&Parisini, via Savona, Milano
- 1953/59 Edifici per uffici e negozi, Corso Europa 10-12, 18-20, (angolo via Felice Cavallotti), Milano
- 1955/56 Edificio per abitazioni, via Ippolito Nievo 28/1, Milano
- 1955/57 Case Rosales e Somaini, sistemazione interna, Lomazzo, Como
- 1955/59 Edificio per abitazioni, via Vigoni 13, Milano
- 1957 Ristrutturazione di Villa San Valerio, Albiate (Monza Brianza)
- 1957/61 Edificio per abitazioni, uffici e negozi, Corso Italia 22-24, Milano
- 1958/60 Edificio per uffici e negozi, via Santa Maria alla Porta 11, Milano
- 1958/63 Edificio per abitazioni, via Massena 18, Milano
- 1958/64 Edificio per abitazioni, via Tamburini 5, Milano
- 1959 Grattacielo per abitazioni e negozi, Legnano (MI)
- 1959/60 Villa sopra Stresa, Vedasco, Novara
- 1959/63 Convento Sant'Antonio Frati Francescani, via Farini, Milano
- 1959/64 Edifici per abitazioni e negozi, via Santa Croce 23, Milano
- 1959/68 Ristrutturazione, nuova realizzazione e sistemazione interna, Biblioteca Pinacoteca Ambrosiana, Piazza Pio XI, Milano
- 1960 Sistemazione interna di appartamenti, via Bigli, Milano
- 1960/61 Edificio per abitazioni, Piazza Carbonari 2, Milano
- 1960/62 Edificio per abitazione, ristrutturazione e nuova realizzazione, via Gesù, Milano
- 1960/63 Complesso «Le Casacce della Rotonda», sei ville, Pineta Arenzano, Genova
- 1962/64 Convento Monache Benedettine, Viboldone, Milano
- 1962/65 Edificio per abitazioni, via Cavalieri del Santo Sepolcro 6, Milano
- 1962/69 Teatro e Accademia dei Filodrammatici, ristrutturazione, nuova realizzazione e sistemazione interna, Piazza P. Ferrari, Milano
- 1963/64 Edificio per abitazioni, via degli Alerami 28, Milano
- 1963/65 Edifici per uffici e negozi, Corso Europa 11-13, Milano
- 1963/66 Edificio per abitazioni e negozi, Corso Monforte 9, Milano
- 1963/70 Edificio per uffici, Cartiere Binda, Piazza Velasca, Milano
- 1964 Edificio per abitazioni e negozi, via Santa Croce 3, Milano
- 1964/66 Edificio per abitazioni, via Ippolito Nievo 10, Milano
- 1965/66 Biblioteca Ezio Vanoni, via Cortivacci, Morbegno, Sondrio
- 1965/67 Fontana e monumento ai Marinai d’Italia, Milano, con Francesco Somaini
- 1965/69 Chiesa di San Biagio, Monza
- 1967/65 Quartiere Milano San Felice (con Vico Magistretti)
- 1967/69 Chiesa Madonna delle Grazie, Morbegno, Sondrio
- 1968/70 Edificio per abitazioni e negozi, via Catena 4, Milano
- 1968/71 Società Cattolica di Assicurazione Lungadige Cangrande, Verona
- 1969/71 Edificio per abitazioni e negozi, via della Spiga, via Senato, Milano
- 1969/72 Monastero di Santa Maria Presentata, Poschiavo, Svizzera
- 1970/90 Banca Popolare di Sondrio, ristrutturazione e nuova realizzazione,Via Santa Maria Fulcorina, Milano
- 1971/74 Residenza in Via Luigi Pirandello 10-18, Genova
- 1972/85 Complesso residenziale, Golf Club Monticello, Fino Mornasco, Como
- 1973 Complesso “Casa per anziani”, progetto non realizzato, Palazzolo sull'Oglio, Bergamo
- 1974 Villa Barbiero, Montorfano, Como
- 1975 Edificio per abitazione, progetto di ristrutturazione del corpo frontale, Piazza Giovanni XXIII, Milano
- 1977 Museo Poldi Pezzoli, sistemazione e allestimento primo piano, via A. Manzoni, Milano - Edificio per abitazioni, via A. Saffi, Genova
- 1979/83 Villa Sant'Ilario, Isola d'Elba
- 1980 Edificio per abitazioni e uffici Skairan, ristrutturazione e nuova realizzazione, Saint Jean, Cap Ferrat, Francia
- 1980/82 Banca Popolare di Sondrio, Delebio, Sondrio
- 1981/83 Casa per anziani, Poschiavo, Svizzera
- 1982/83 Edificio per abitazione, via Alessi, Genova
- 1982/85 Centro culturale, San Vito al Pasquirolo, Largo Corsia dei Servi, Milano
- 1985/87 Edificio per uffici Diadermina, via Comelico, Milano
- 1985/92 Istituto di Biotecnologia, Ospedale San Martino, Genova
- 1986 Edificio per uffici Ticino Vita, Lugano, Svizzera
- 1987 Fondazione Antonio Ratti, ristrutturazione e sistemazione interna, Como
- 1989/91 Piazza Santo Stefano, nuova pavimentazione, Bologna
- 1994/96 Chiesa dei santi Martino e Alessandro, Pineta di Arenzano
- 1993 Banca Popolare di Sondrio, SOSI (Centro Servizi) San Pietro Berbenno, Sondrio
- 1998/2007 Sistemazione della piazza e nuova fontana, Piazza San Babila, Milano Edifici, Politecnico di Milano, via Golgi 42, Milano
- 2001 Supermercato Esselunga, via Pitteri, Milano
- 2004-2010 Pavimentazione del presbiterio di S.Ambrogio, Milano  Complesso residenziale Dosso di La Punt, La Punt, Svizzera

### Design
- 1938/42 Radio ricevitore Phonola, Posate Miracoli (con Livio e Pier Giacomo Castiglioni)
- 1947/49 Tavolo Cavalletto
- 1948/54 Lampada Sasso
- 1953/59 Lampade Base Ghisa, Monachella, Imbuto
- 1957/61 Tavolino Fasce cromate
- 1958 Poltrona Catilina
- 1960 Maniglia Melanzana
- 1960/61 Poltrona ABCD, sedie, poltrone, tavoli, tavolini, pouf Nonaro
- 1963 Pouf Cilindro
- 1963/66 Divano Fasce cromate
- 1968 Maniglia San Babila
- 1970 Tavolino Fascia specchiata
- 1973 Poltrona e divano Toro
- 1974 Poltrona Chinotto, lampada Cobra
- 1975 Maniglie Monte Carlo e Saint Romain
- 1979 Lampada da poltrona
- 1982/83 Porte Super, Tris
- 1986 Mostra Leggio
- 1989/1991 Servizio tè e caffè, lampada Ventola
- 1994/96 Mostra Transenna
- 1998/2007 Panchina Monforte, lampada Elmo

Architetture di Luigi Caccia Dominioni nelle foto di Paolo Monti
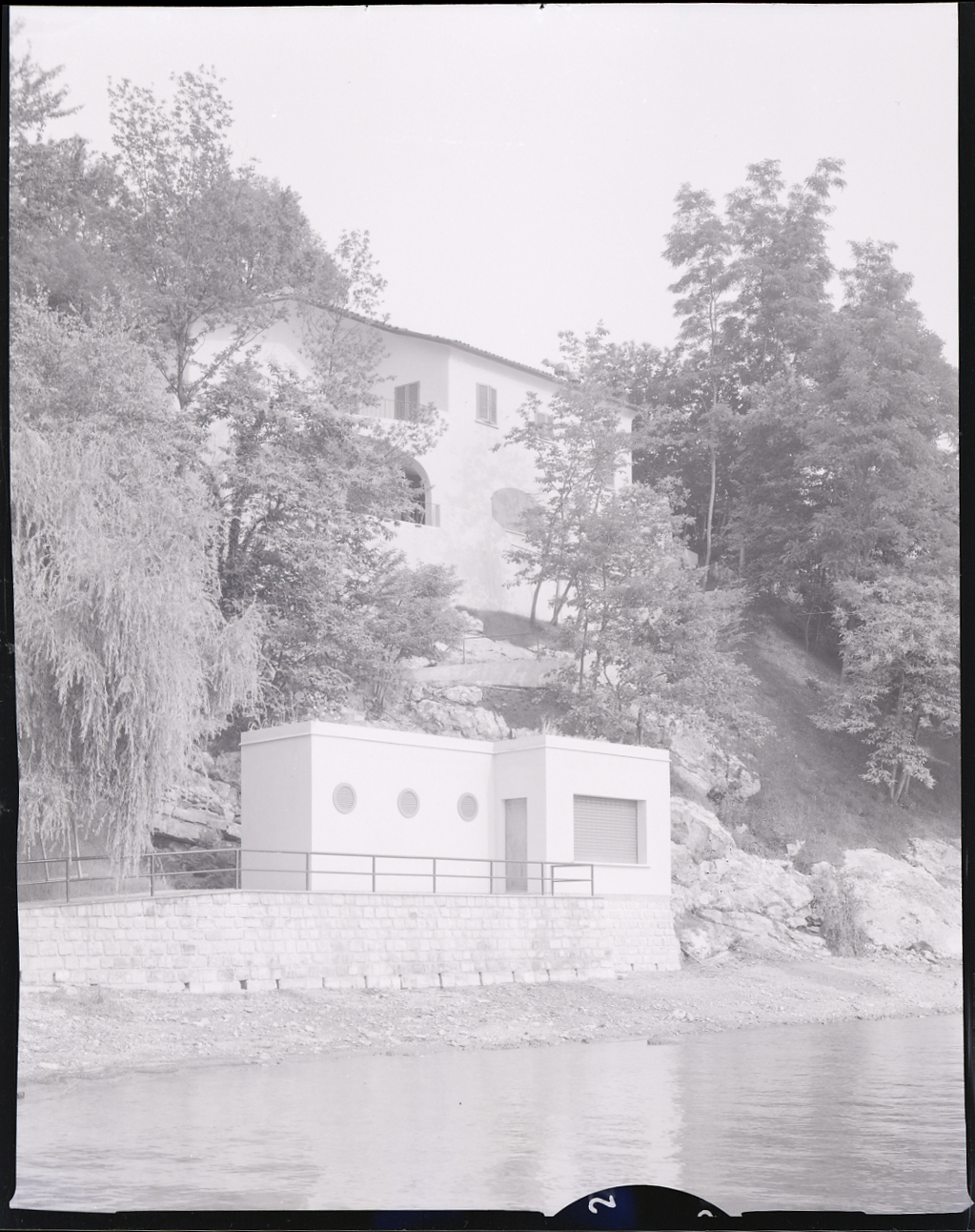
Villa a Laveno
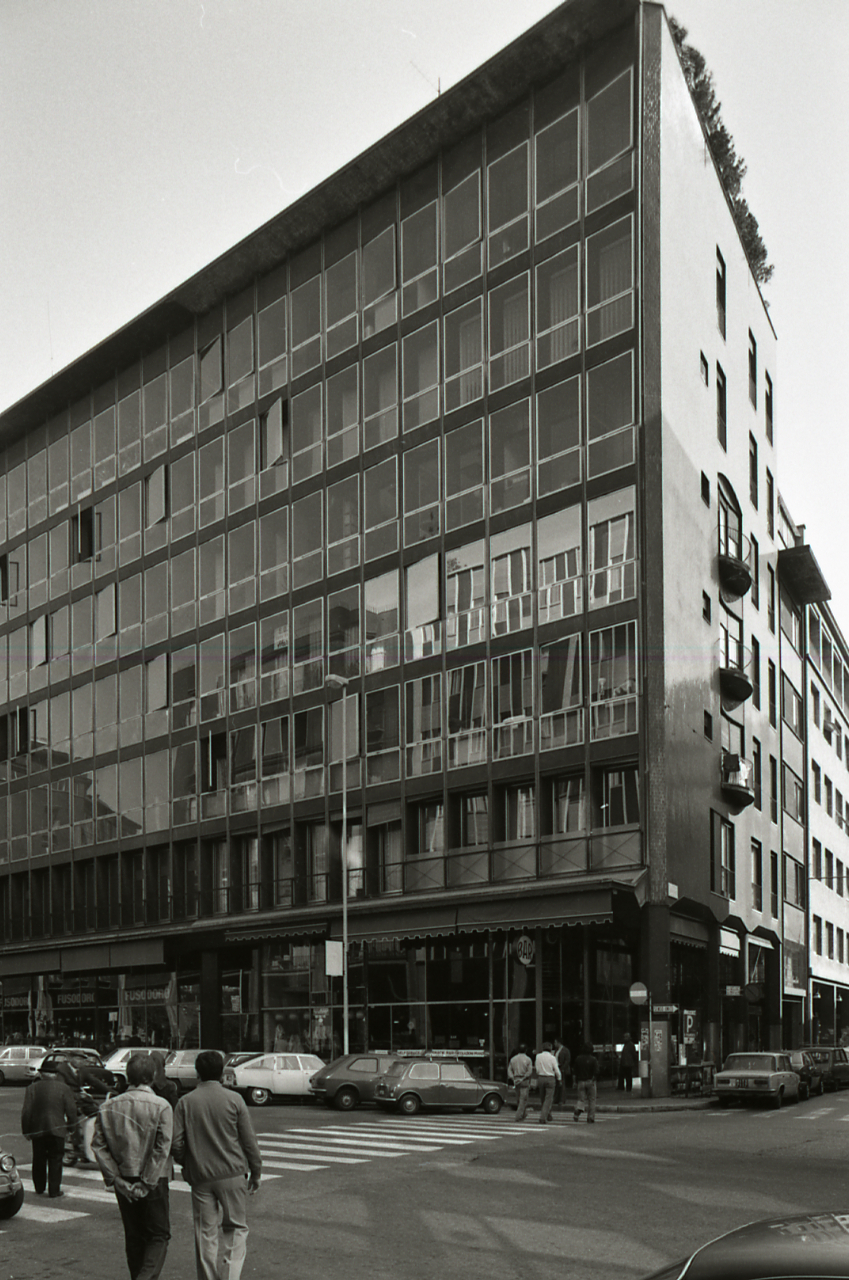
Edificio per uffici in corso Europa 10-12 (angolo via Felice Cavallotti), Milano. Costruito dal 1953 al 1959 (in collaborazione con A. Agostini).
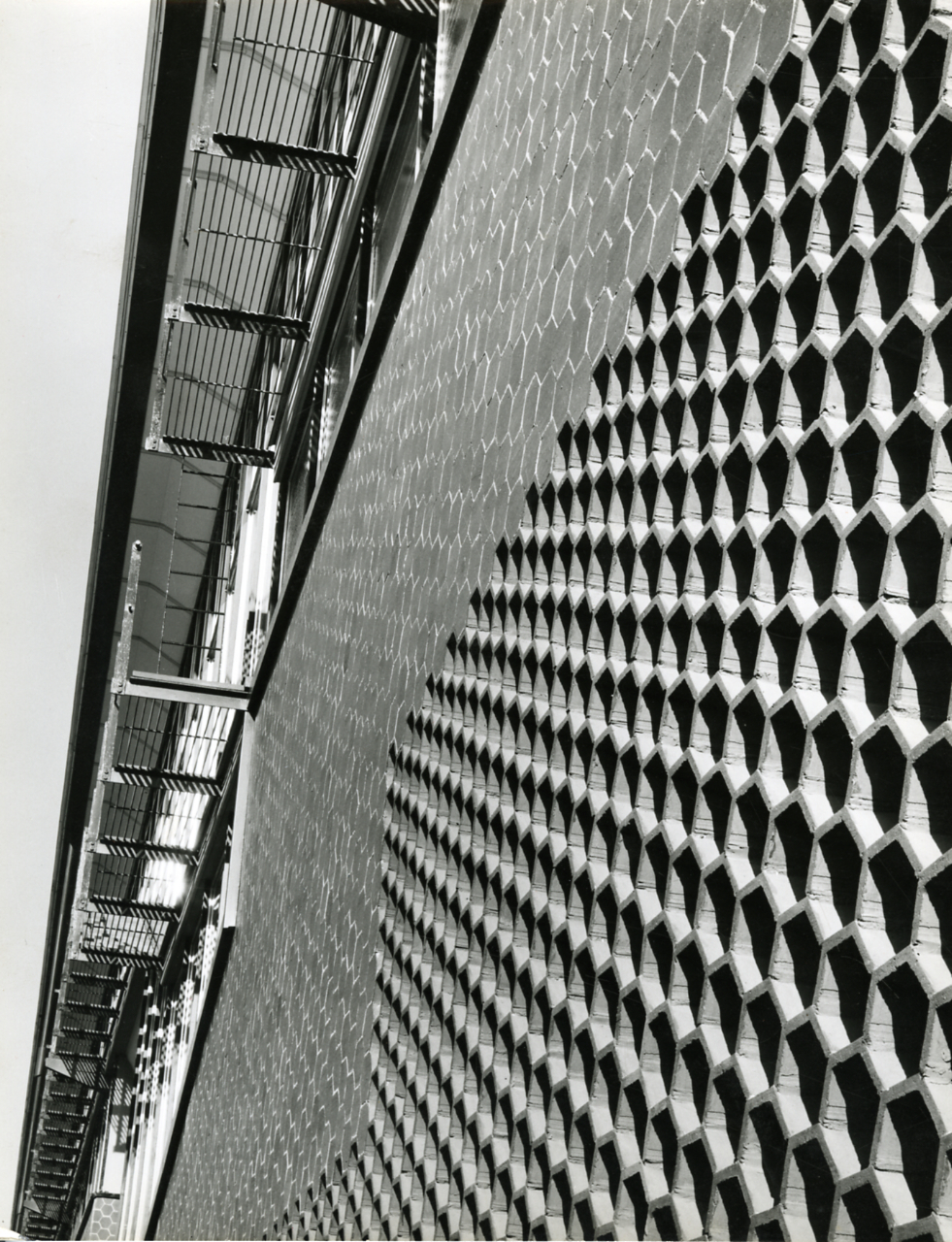
Edificio per la ditta Loro e Parisini
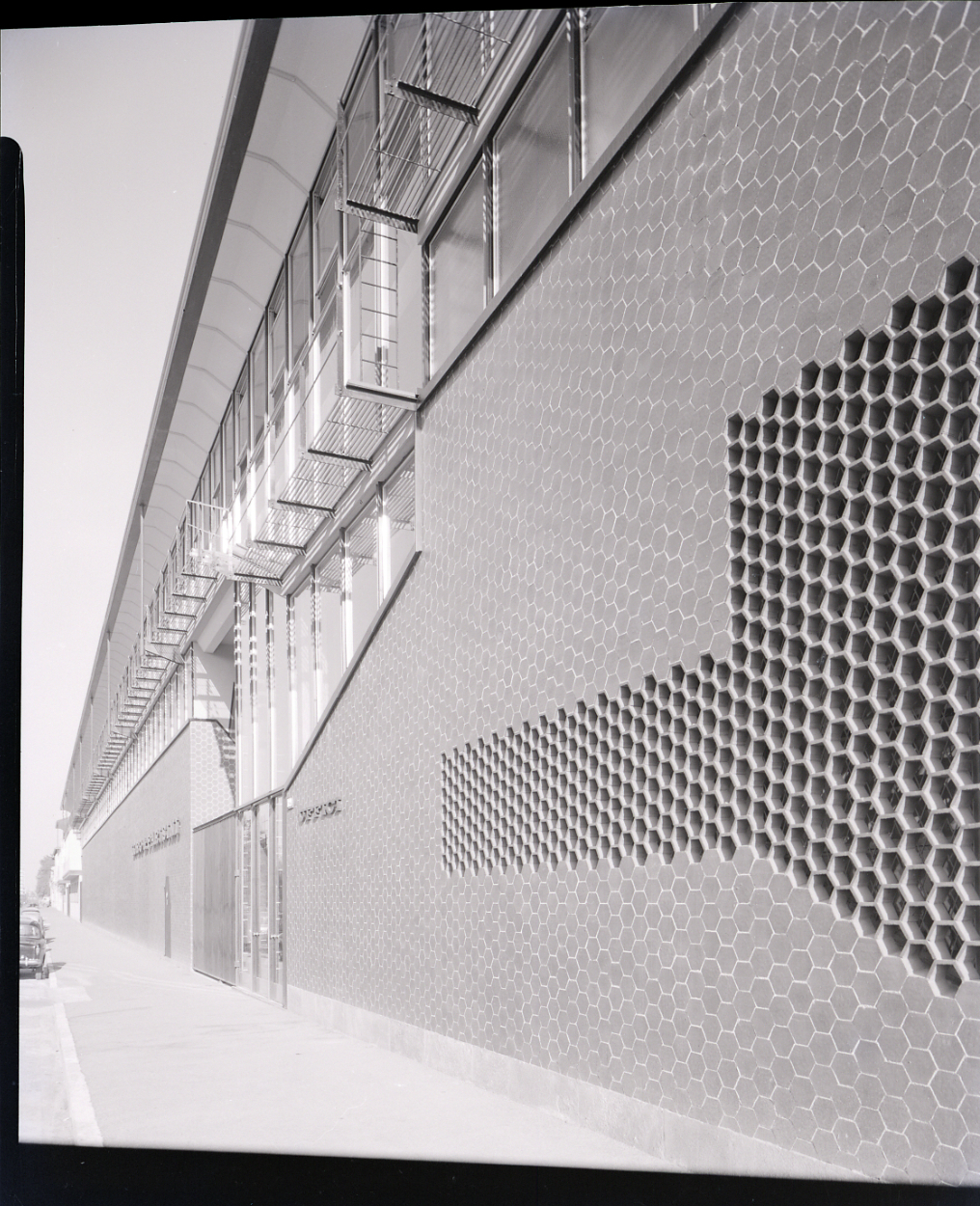
Edificio per la ditta Loro e Parisini
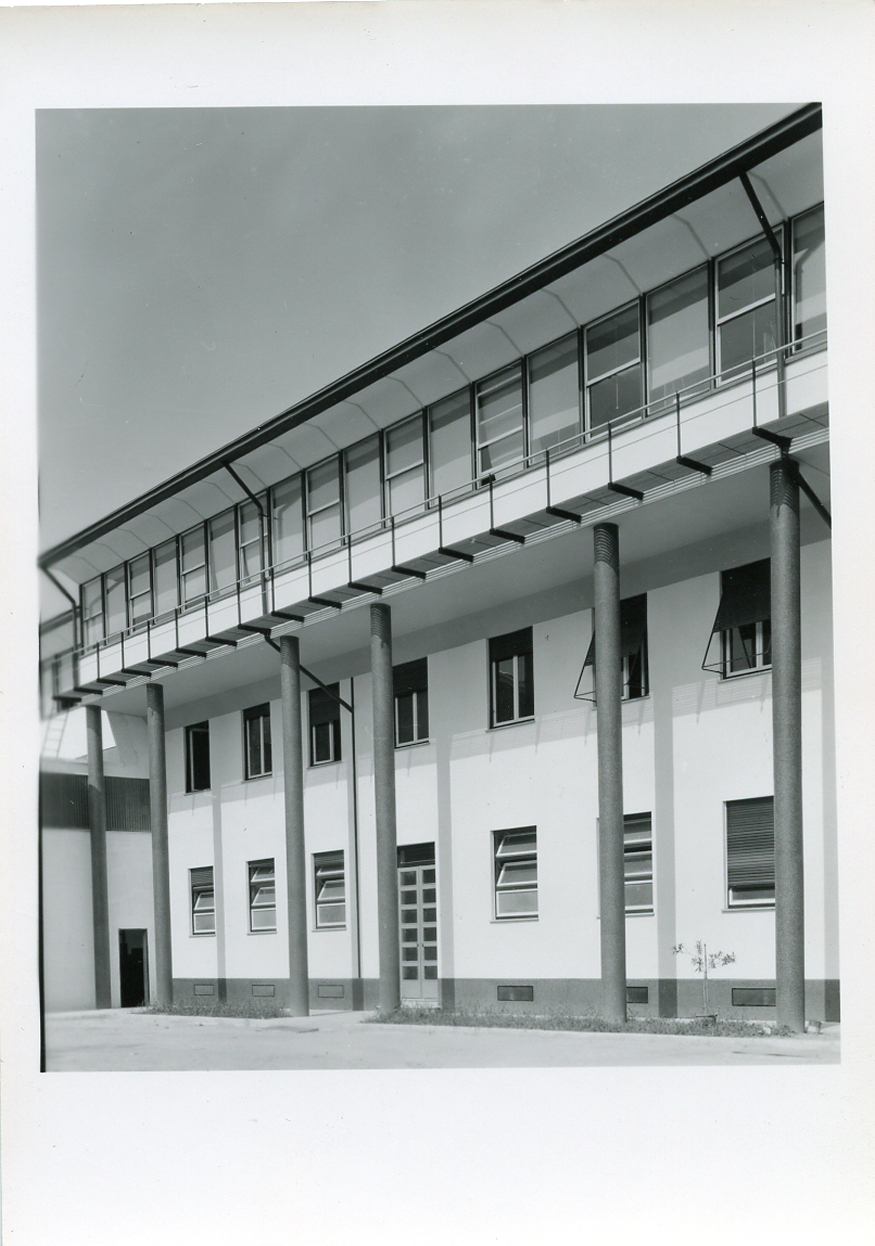
Edificio per la ditta Loro e Parisini